# Венециански език
Венецианският език е романски език, говорен в североизточните провинции на Италия. Спада към гало-романския клон на романските езици.
Венецианският език е официален заедно с италианския език в североизточния италиански регион Венето. Венециански общества могат да се намират и в съседните региони, Фриули-Венеция Джулия и Трентино-Южен Тирол, където езикът няма официално признаване, и извън Италия, преди всичко в полуостров Истрия, разделена между Словения и Хърватия, където използването на венецианския език е почти изчезнало. Едно венецианско общество се намира и в Бразилия, в щатите Сао Пауло и Рио Гранди до Сул, където езикът има официално признание.